# Taurisano
Taurisano es una ciudad del bajo Salento la provincia de Lecce, Italia. El territorio tiene una forma de gancho y está situado en una zona en gran parte ocupada por Murge o invernaderos de Salentine y se encuentra pocos kilómetros del Mar Jónico.

## Orígenes
El topónimo Taurisano los diversos estudios lo hacen derivar de: "taurus sanus", vinculado a cría y comercio de toros en edad messapica y romana; "Taurisius" o "Taurisianus", en referencia a la colonización por parte de un centurione romano "Taurus"; finalmente su raíz preindoeuropea "Taur", con significado de altura, etimología más probable consideradas el semblante del territorio, sobre el que insisten los cordones colina de los invernaderos salentine.

## Evolución demográfica
| Gráfica de evolución demográfica de Taurisano entre 1861 y 2001 |
|                                                                 |
| Fuente ISTAT - elaboración gráfica de Wikipedia                 |

## Ciudades Hermanadas
Fregenal de la Sierra, España   
- Datos: Q52209
- Multimedia: Taurisano / Q52209

1. ↑  Worldpostalcodes.org, código postal n.º 73056.
2. ↑  «Codici Catastali». Comuni-italiani.it (en italiano). Consultado el 29 de abril de 2017.